# Alberta (ime)
Alberta je žensko osebno ime.

## Izvor imena
Alberta je  ženskega oblika moškega osebnega imena Albert.

## Različice imena
Albertina, Berta, Berti, Bertica, Bertka

## Tujejezikovne različice imena
- pri Italijanih: Alberta, Albertina
- pri Nemcih: Alberta, Albertine, Bertha

## Pogostost imena
Po podatkih Statističnega urada Republike Slovenije je bilo na dan 31. decembra 2007 v Sloveniji število ženskih oseb z imenom Alberta: 98.

## Osebni praznik
Osebe z imenom Alberta lahko godujejo takrat kot osebe z imenom Albert.